# 1. Königlich Bayerische Landwehr-Division
Die 1. Landwehr-Division war ein Großverband der Bayerischen Armee im Ersten Weltkrieg.

## Geschichte
Die Division wurde zu Beginn des Ersten Weltkriegs am 21. August 1914 als „Verstärkte Bayerische Landwehr-Division“ aufgestellt und war zunächst auch bekannt als Division Wening, benannt nach ihrem Kommandeur, Otto Wening. Sie wurde im September 1914 zur „1. Bayerischen Landwehr-Division“ umbenannt und bestand aus verschiedenen Landwehreinheiten. Obwohl als bayerisch bezeichnet, umfasste die Division zunächst auch einige nicht-bayerische Einheiten. Die 14. Landwehr-Infanterie-Brigade umfasste sowohl ein bayerisches Regiment als auch ein Regiment der Württembergischen Armee. Ihrer 60. Landwehr-Infanterie-Brigade gehörten ein Regiment des Reichslandes Elsaß-Lothringen, und ein Regiment aus Soldaten Preußens und der Thüringischen Staaten an (Reuß jüngere Linie und Schwarzburg-Sondershausen); die Brigade wurde in die 13. Landwehr-Division integriert. Im Januar 1916 wurde die Division reorganisiert und zu einem rein bayerischen Großverband.
Die Division wurde an der Westfront zunächst in den Grenzschlachten eingesetzt. Von September 1914 bis Ende Mai 1915 kämpfte sie südlich von Dieuze und anschließend bis November 1918 zur Sicherung Lothringens. Von der alliierten Aufklärung wurde sie als viertklassig eingestuft. Nach dem Waffenstillstand von Compiègne trat die Division den Rückmarsch in die Heimat an, wo der Großverband nach der Demobilisierung Ende Dezember 1918 aufgelöst wurde.

### Gefechtskalender

#### 1914
- 20. bis 22. August – Schlacht in Lothringen
- 22. August bis 14. September – Schlacht von Nancy-Épinal
- ab 17. September – Gefechte südlich Dieuze

#### 1915
- bis 31. Mai – Gefechte südlich Dieuze
  - 27. Februar bis 4. März – Gefechte bei Parroy
- ab 31. Mai – Stellungskämpfe in Lothringen
  - 11. bis 12. Juni – Gefecht bei Réchicourt-La Petite
  - 18. bis 19. Juni – Gefecht bei Emberménil
  - 21. bis 29. Juni – Gefecht bei Leintrey
  - 15. Juli – Gefecht bei Leintrey
  - 24. und 25. September – Gefecht bei Bezange-la Grande
  - 08. Oktober – Erstürmung der Höhe südlich Leintrey
  - 15. bis 17. Oktober – Kämpfe um die Höhe südlich Leintrey

#### 1916
- Stellungskämpfe in Lothringen

#### 1917
- Stellungskämpfe in Lothringen

#### 1918
- bis 9. Januar 1918 – Stellungskämpfe in Lothringen
- 10. Januar bis 4. Februar – Stellungskämpfe in Lothringen und in den Vogesen
- 04. Februar bis 11. November – Stellungskämpfe in Lothringen
- 12. November bis 4. Dezember – Räumung des besetzten Gebietes und Marsch in die Heimat

## Gliederung

### Kriegsgliederung vom 10. Dezember 1914
- 13. Landwehr-Infanterie-Brigade
  - Landwehr-Infanterie-Regiment 8
  - Landwehr-Infanterie-Regiment 10
  - Festungs-MG-Trupp IV (Germersheim)
- 14. Landwehr-Infanterie-Brigade
  - Württembergisches Landwehr-Infanterie-Regiment Nr. 122
  - Kombiniertes Landwehr-Infanterie-Regiment Parst (vier Bataillone) der Landwehr-Infanterie-Regimenter 1 und 2
  - Festungs-MG-Trupp V (Germersheim)
- Kavallerie-Ersatz-Abteilung
  - 2. Garde-Ulanen-Regiment
  - 1. Landwehr-Eskadron/II. Armee-Korps
  - Feldartillerie-Abteilung 22 (2. Batterie)
  - Landsturm-Batterie Landau
  - 1. Landwehr-Pionier-Kompanie/I. Armee-Korps
  - 1. Landwehr-Pionier-Kompanie/II. Armee-Korps

### Kriegsgliederung vom 8. Februar 1918
- 5. Landwehr-Infanterie-Brigade
  - Landwehr-Infanterie-Regiment 4
  - Landwehr-Infanterie-Regiment 6
  - Landwehr-Infanterie-Regiment 7
  - 1. Eskadron/8. Chevaulegers-Regiment
- Artillerie-Kommandeur Nr. 22
  - Landwehr-Feldartillerie-Regiment 1
- Pionier-Bataillon 24
- Divisions-Nachrichten-Kommandeur Nr. 501

## Kommandeure
| Dienstgrad                             | Name           | Datum                                    |
| -------------------------------------- | -------------- | ---------------------------------------- |
| Generalleutnant                        | Otto Wening    | 21. August bis 6. September 1914         |
| Generalleutnant                        | Robert Fischer | 07. September 1914 bis 22. Dezember 1915 |
| Generalleutnant/General der Infanterie | Felix von Eder | 22. Dezember 1915 bis Kriegsende         |